# جيم ماثر
جيم ماثر (بالإنجليزية: Jim Mather)‏ (و. 1947 – م) هو سياسي، من المملكة المتحدة، هو عضوٌ في الحزب القومي الاسكتلندي.

## مناصب
تولى منصب عضو البرلمان الإسكتلندي.

## التعليم
تعلم في جامعة جلاسكو.